# الأمير الصغير (فلم)
الأمير الصغير فيلم أنمي ياباني صدر عام 1968 من إخراج إيزاو تاكاهاتا وتاليف هاياو ميازاكي مؤلف مسلسل الانمي الشهير عدنان ولينا وفلم الأنمي قلعة في السماء، لهذا نلاحظ ان هناك تشابه بين فيلم الأمير الصغير وبينهم. استغرق الفيلم أكثر من ثلاثة سنوات للانتهاء منه، وبالرّغم من ترشيح الكثير من المنظّمات له، قامت شركة Toie بعرضه لمدّة 10 أيّام فقط! ونتيجة لذلك كان الفيلم الأقل ربحا في تاريخ شركة Toie.

## قصة الفيلم

روكو صديق هولز

هولز، هو ولد صغير شجاع والده صياد. في بداية الفيلم، يكون هولز في وسط معركة مع مجموعة كبيرة من الذّئاب، ويحاول التغلب عليهم بواسطة فأس صغير.
أثناء المعركة تتحرك الأرض من تحته، ويخرج له روكور العملاق الحجري الذي ايقضه هولز من النّوم بعد قرون بسبب هذه المعركة. وهنا يتصادق هولز مع العملاق بإزالة سيف كبير حشر بعمق في صخرة كتفه، حيث كان السيف يسبب الم له. ويطلق روكور على السيف اسم سيف الشمس ويخبره انه هولز سيحتاج للسيف للقضاء على ملك الثلج جرنوالد.
يعود هولز إلى بيته، ويخبره والده المريض قبل أن يموت ان قريتهم قد دمّرت بالسحر من قبل ملك الثلج الشرير (جرنوالد) عندما كان هولز طّفلا. كان هولز ووالده هم الناجين الوحيدين من هذه المأساة، وطلب الأب من هولز العودة إلى القرية والعيش مع اهلها.
يصل هولز إلى القرية، ويعيش مع اهلها، وأثناء ذلك يقضي هولز على سمكه متوحشه تابعة لملك الثلج جرنوالد التي كانت تقضي على الأسماك وتمنع أهالي القرية من الاستفادة منها.
وفي يوم من الايام وأثناء مطاردة هولز للذئاب، يلتقي هولز بافتاة هيلدا في قرية مهجورة غارقة في المياه، وتكون هيلدا وحيده مع صديقها (شيرو) السنجاب الطيب، و (توتو) ألبومه الشريرة، ويأخذ هولز هيلدا معه إلى القرية دون أن يعلم أنها شقيقة الساحر جرنوالد.

هيلدا

و بوجود هيلدا في القرية تزداد قوة الساحر الشرير. ويحاول الساحر جرنوالد القضاء على القرية واهلها، لكن هيلدا تقوم بمساعدة هولز وأهالي القرية، ويرسال ساحر جرنوالد بارسال الذئاب الفضيه للقضاء على القرية وهولز ولكن أهالي القرية يحاولون التصدي للساحر والذئاب الفضيه، وتهاجم الذئاب الفضيه هيلدا في وسط الثلج فتسقط مغميا عليها.

توتو صديق هيلدا الشرير

و في هذا الوقت يحارب هولز الساحر بمساعدة أهالي القرية، وكذلك يساعده صديقه العملاق الحجري روكو، ويقضي روكو على الفيل الثلجي التابع للساحر.
وباستعمال سيف الشمس يحارب هولز الساحر وبعد معركة شديده يقضي عليه. وهنا يظن أهل القرية ان هيلدا ماتت. وتستيقض هيلدا مستغربه انها لا تزال حيه، وتعود للقرية، ويفرح هولز وسكان القرية ويحتفلون معا.

المواجهة بين هولز والساحر

## أغاني الفيلم

### 1. أغنية عندما عاد السمك إلى النهر، بعد ان قتل هولز السمكة الوحشية
عاد للنهر السمك، فتصيد يا شبك
واتركو الانا وغنو، عدنا لينا يا شبك
قتل الوحش الكبير، وغدى النهر يسير
مائه الصافي زلال، وبه صيد وفير

### 2. الاغنية التي تغنيها هيلدا لاهالي القرية
ما أجمل السماء، بالنور زاهية
وسيعة الإرجاء، زرقاء صافية
فلينعم الإنسان، بالصمت والسكون
ممتليء الوجدان، بالهمسة الحنون

### 3. أغنية النهاية
عرسا سعيدا عمرا مديدا عيداسعيدا تحيا الحياة
غنوا جميعا لحنا بديعا يحيي الطلوعا حلوا صداة
اللحن يعلو والرقص يحلو زمرا وطبلو فيا هناة
هزوا الرؤسا هنوا العروسة هنوا العريسا يجد مناة
ولانها كانت هناك

## اسم الفلم بعدة لغات
- الفرنسية: Horus le Prince du Soleil
- الإيطالية: La Grande Avventura Del Principe Valiant
- الإسبانية: Little Norse Prince Valiant
- الإنجليزية: Prince of the Sun: The Great Adventure of Horus
- اليابانية: 太陽の王子　ホルスの大冒険(Taiyou no Ouji: Horusu no Daibouken)
- الروسية: Приключения Хорса, принца солнца
- البرتغالية: Hols, o Príncipe do Sol

## وصلات خارجية
- مقالات تستعمل روابط فنية بلا صلة مع ويكي بيانات